# Surf's up...School's Out
Surf's up....School's out è un brano della Band Queen + Paul Rodgers, la traccia numero 13 e penultima dell'album The Cosmos Rocks. La canzone, in alcune tappe del Rock the Cosmos Tour è stata usata come canzone d'entrata.

## Formazione
- Paul Rodgers - voce, pianoforte
- Brian May - chitarra, cori
- Roger Taylor - batteria, cori